# Temporada 1897-1898 del Liceu
La temporada 1897-1898 s'estrenava el 21 de novembre amb el Don Carlo, que va ser rebuda novament de forma freda i passà a l'arxiu i no torna al Liceu fins al 1952.
El gener arribava la primera òpera russa al Liceu, bé que cantada en italià, es tractava de Neró d'Anton Rubinstein. L'òpera eslava, i la russa en particular, tindria una gran incidència al Liceu, però encara no havia arribat el seu moment.
Però la temporada va viure el primer gran triomf de Puccini al Liceu amb La bohème, estrenada per una parella ideal de cantants: Rosina Storchio i Alessandro Bonci. L'èxit va ser tan descomunal que fins i tot la crítica wagneriana va haver d'admetre que l'obra connectava amb el públic. Tota la crítica blasmava sistemàticament obres com Andrea Chénier, Fedora, Iris, Adriana Lecouvreur i Tosca, sobretot aquesta última a la qual no es perdonà que hagués quedat en el repertori.
| Temporada 1897-1898 del Liceu |                     |                     |                   | |           |                |
| Òpera                         | Compositor          | Director musical    | Director d'escena | Papers principals | Producció | Dates          |
| Don Carlo                     | Giuseppe Verdi      |                     |                   | Concetta Bordalba, Erina Borlinetto, Michele Sigaldi, Giuseppe Kaschmann, Francesco Navarrini                                                |           | 21 de novembre |
| Gioconda                      | Amilcare Ponchielli |                     |                   | Elena Theodorini, Erina Borlinetto, Enrico Giannini-Grifoni, Giuseppe Kaschmann/Eugenio Laban, Michele Mazzara                               |           | novembre       |
| Aida                          | Giuseppe Verdi      |                     |                   | Concetta Bordalba, Guerrina Fabbri, Michele Sigaldi, Tieste Wilmant, Francesco Navarrini                                                     |           | desembre       |
| Mefistofele                   | Arrigo Boito        |                     |                   | Concetta Bordalba, Lola Conde, Enrico Giannini-Grifoni, Francesco Navarrini, Primo Maini                                                     |           | desembre       |
| Carmen                        | Georges Bizet       | Rodolfo Ferrari     |                   | Elena Theodorini, Enric Bertran/Enrico Giannini-Griffoni, Francesc Puiggener, Anita Barone/Giulia Biondelli, Antonio Volponi                 |           | desembre       |
| Manon                         | Jules Massenet      |                     |                   | Hariclea Darclée, Enrico Giannini-Grifoni |           | gener          |
| Samson et Dalila              | Camille Saint-Saëns | Cleofonte Campanini |                   | Franco Cardinali, Amanda Campodónico, Josep Puiggener, Oreste Luppi                                                                          |           | 9 de gener     |
| Nerone                        | Anton Rubinstein    |                     |                   | Avelina Carrera, Anita Barone, Erina Borlinetto, Lola Condè, Ettore Marchi, Mario Armandi, Antoni Oliver, Francesc Puiggener, Ramon Bataller |           | 27 de gener    |
| Otello                        | Giuseppe Verdi      |                     |                   | Avelina Carrera, Franco Cardinali |           | gener          |
| La traviata                   | Giuseppe Verdi      | Rodolfo Ferrari     |                   | Hariclea Darclée, Enrico Giannini-Griffoni/Oreste Marini, Francesc Puiggener                                                                 |           | gener          |
| La bohème                     | Giacomo Puccini     |                     |                   | Rosina Storchio, Alessandro Bonci, Anita Barone, Carlo Buti, Francesc Puiggener, Francesco Navarrini, Alessandro Polonini                    |           | 10 d'abril     |
| Manon                         | Jules Massenet      |                     |                   | Hariclea Darclée, Alessandro Bonci, Francesc Puiggener, Ubaldo Ceccarelli                                                                    |           | abril          |